# The Wolf Among Us
The Wolf Among Us è un videogioco episodico sviluppato da Telltale Games e pubblicato tra il 2013 e il 2014. Questo gioco è un'avventura grafica basata sulla serie di fumetti Fables, creata da Bill Willingham e pubblicata dalla Vertigo.

## Modalità di gioco
The Wolf Among Us è un'avventura grafica in terza persona,  il cui gameplay si sviluppa attraverso un sistema di punta e clicca. Il giocatore assume il ruolo dello sceriffo Bigby Wolf, impegnato a investigare sull'omicidio di una donna. Durante il gioco, si esplorano vari ambienti tridimensionali, come appartamenti e bar,  per raccogliere prove, oggetti e informazioni utili per proseguire nella trama. Interagendo con gli oggetti, il giocatore può scegliere di esaminarli o utilizzarli: l'icona "guarda" è rappresentata da un occhio, mentre l'icona "usa" raffigura una mano.
Gli oggetti di interesse vengono aggiunti a un inventario e possono essere utilizzati in seguito nel corso della storia. 
Alcune scene del gioco sono orientate all'azione e richiedono al giocatore di rispondere a una serie di comandi rapidi (quick time events). Durante le sequenze di combattimento, viene assegnato un tempo limitato per effettuare una mossa. Se Bigby viene afferrato o messo alle strette, il giocatore deve premere ripetutamente un tasto; durante gli inseguimenti, vengono suggeriti tasti come WASD, che servono anche per muoversi all'interno della mappa. Non è obbligatorio completare tutti i quick time events e saltare alcuni comandi può influenzare lo sviluppo della storia 

## Trama
La storia è ambientata nel 1986, venti anni prima degli eventi narrati nel primo numero del fumetto.  Da secoli, le Terre Natie (Homelands nell'originale inglese), dove si svolgono molte leggende, miti e filastrocche, sono state invase e occupate dagli eserciti del temibile Avversario. Per sfuggire al regime totalitario dell'Avversario, le favole e le fiabe hanno abbandonato le Terre Natie, rifugiandosi nel nostro mondo, in particolare nell'America coloniale, dove hanno creato la comunità di Favolandia (Fabletown) a Nuova Amsterdam, nell'attuale Manhattan (New York City).Questa comunità di fiabe in esilio vive tra la popolazione umana, che chiamano "mondani" (Mundys), e riesce a non farsi scoprire grazie all'uso di un incantesimo chiamato "malia" (glamour). Le malie servono a camuffare le favole che non hanno forma umana. Quelle che non possono permettersi la malia vengono trasferite nella Fattoria (The Farm), una succursale rurale di Favolandia.A tutte le favole che hanno sottoscritto il contratto di Favolandia è stata concessa l'amnistia per i crimini commessi nelle Terre Natie, permettendo anche ai cattivi di ricominciare da capo. Per il ruolo di sceriffo di Favolandia è stato scelto il Grande Lupo Cattivo (Big Bad Wolf), che grazie a un pugnale magico donatogli da Biancaneve  può assumere a piacimento forma umana e anche diverse forme intermedie. Ora si fa chiamare Luca Wolf (Bigby Wolf).

### Episodio 1: Faith
Lo sceriffo Bigby Wolf si reca a casa di Rospo dopo aver ricevuto una chiamata riguardo a rumori provenienti dal piano superiore e lo ammonisce per non aver usato una malia, una sostanza magica che conferisce sembianze umane alle fiabe. Salendo, scopre Woody il Taglialegna mentre picchia una prostituta. Dopo uno scontro, Bigby rompe la mascella a Woody, ma quest'ultimo lo getta dalla finestra. La prostituta colpisce Woody con un'ascia, e Bigby scopre che lui le deve dei soldi. Dovrà decidere se darle i suoi soldi o tenerli per sé.Tornato a casa, Bigby incontra Bella e successivamente Bestia, con cui deve decidere se rivelare l'incontro con la ragazza. Nell'appartamento vive Colin, uno dei Tre Porcellini, che discute con Bigby sulla paura che la gente ha di lui. Più tardi, Bigby riceve una visita da Neve, che lo invita a seguirla. Scopre così la testa mozzata della ragazza salvata da Woody.Il giorno dopo, Bigby si reca nell'ufficio del vicesindaco Ichabod Crane, dove litiga con Neve. Decidono di usare uno specchio parlante per trovare il colpevole, ma mostra solo Woody ubriaco. Bufkin, una scimmia volante, scopre il nome della ragazza decapitata: Faith, moglie del principe Lawrence. Bigby deve scegliere se andare dal principe o da Rospo, che ha subito un'intrusione.Nell'appartamento di Rospo, quest'ultimo racconta di un'aggressione subita. Al contrario, il principe Lawrence è gravemente ferito e non può fornire aiuto. Bigby sorprende Pancopinco in fuga e viene colpito da Pincopanco mentre cerca informazioni.Proseguendo le indagini, Bigby si dirige al bar "Trip Trap", gestito da Holly, un troll che ha un aspetto umano grazie a una malia. Qui incontra Grendel e Woody; dopo un confronto violento, Bigby si trasforma in un ibrido uomo-lupo e sopraffà Grendel. Deve decidere se infliggere ulteriori danni al nemico.Successivamente, Pancopinco entra nel bar e cerca di fuggire; Bigby deve decidere chi catturare tra lui e Woody. Mentre porta il prigioniero nel suo ufficio, nota volanti della polizia e scopre che l'ingresso è stato etichettato come "scena del crimine", trovando la testa mozzata di Neve nello stesso luogo in cui era stata rinvenuta quella di Faith.

### Episodio 2: Smoke and Mirrors
Bigby viene interrogato dal detective Kelsey Brannigan riguardo all'omicidio di Neve. Nonostante il suo carattere difficile, Kelsey cerca di empatizzare con lui, ma improvvisamente entrambi perdono i sensi a causa di un incantesimo di Crane, che fa dimenticare agli esseri umani gli eventi delle ultime 24 ore. Tornati a Woodlands, Bigby, Crane e Barbablù interrogano il Taglialegna (Woody) o Pancopinco, a seconda della scelta del giocatore. Durante l'interrogatorio, Neve entra e rivela di non essere morta; qualcuno ha usato una malia per spacciarsi per lei. Esaminando il cadavere, trovano un fiore in mano alla ragazza. Poco dopo, il corpo riprende l'aspetto di Lily, la sorella di Holly.Bigby corre al bar di Holly per informarla e scopre che Lily lavorava al Pudding & Pie, uno strip club gestito da Georgie Porgie. Arrivato lì, Bigby chiede a Georgie chi fossero i clienti di Lily, ma lui afferma di non saperlo. Grazie a Hans, un dipendente di Georgie, Bigby scopre l'esistenza di un registro clienti. Qui il giocatore deve decidere se agire con forza o essere brusco verbalmente. Trovato il registro, Bigby scopre che l'ultimo cliente di Lily è Mr. Smith all'Open Arms Hotel; Georgie avverte che i clienti spesso usano nomi falsi.Nerissa, una prostituta amica di Lily e Faith, riesce a comunicare a Bigby che il numero 207 corrisponde alla stanza dell'hotel. All'Open Arms, Bigby incontra Bella, la receptionist, che lavora lì per guadagnare qualche soldo e chiede di non dire nulla a Bestia. Prima di entrare nella stanza 207, Bestia appare e attacca Bigby, credendo che Bella lo tradisca. Dopo averlo messo al tappeto, Bigby entra nella stanza e trova segni di sangue e fiori simili a quelli trovati nella mano di Lily.Bigby e Bella concludono che Mr. Smith e Lily stavano ricreando la favola di Biancaneve. Infine, Bigby trova foto compromettenti di Crane con Lily travestita da Neve. L'episodio si conclude con Crane che osserva Bigby dallo specchio magico e lo distrugge con una lampada magica: l'assassino è lui?

### Episodio 3: A Crooked Mile
Bigby corre al funerale di Lily, dove incontra Neve, Grendel, Holly e due amiche della vittima, Nerissa e Vivian, anch'esse lavoratrici del Pudding & Pie. Bigby rivela tutto a Neve, ma lei desidera ulteriori chiarimenti. Il funerale viene interrotto dai fratelli Pincopanco e Pancopinco, che avvertono Bigby di non cercare Crane o uccideranno lui e i presenti. Holly e Grendel, infuriati, si trasformano e attaccano i due, ma vengono feriti, così come Bigby, colpito alla spalla da un colpo di fucile.Dopo essersi ripreso, Bigby scopre che Crane deve incontrare una strega alle 2:00 AM; è stata proprio la strega a fornirgli una malia per trasformare Lily in Neve. Bigby e Neve si recano alla casa della strega, ma trovano solo una bambina che sostiene di non aver ricevuto visite. La bambina è in realtà la strega Zia Fogliaverde, trasformatasi in una fanciulla. Dopo un breve confronto, la donna rivela che Crane si trova al Pudding & Pie.Crane ha chiesto alla strega un anello per spezzare l'incantesimo che impedisce alle ragazze del club di parlare, ma l'anello è troppo vecchio per funzionare. Bigby e Neve arrestano Crane e scoprono che ha usato i fondi di Favolandia per fini personali e ha un'ossessione per Neve. Tuttavia, vedendo Crane implorare in ginocchio, capiscono che non può essere l'autore degli omicidi.Uscendo dal club, vengono affrontati dai fratelli Pincopanco e dalla donna chiamata Bloody Mary, che minaccia di ucciderli se non lasciano stare Crane. Bigby si rifiuta e viene colpito dai fratelli. Si rialza trasformandosi in un lupo mannaro resistente ai proiettili e mette fuori gioco i due. Rimane solo Bloody Mary, che usa proiettili d'argento letali per Bigby.Mary sta per decapitare Bigby con l'ascia del Taglialegna, ma Neve le chiede di risparmiarlo in cambio della consegna di Crane. Un uomo misterioso nella macchina fa segno a Mary di accettare l'offerta. Crane viene consegnato a Mary, che conferma a Neve che non è lui l'assassino di Lily e Faith. Prima di andarsene, Mary rompe il braccio a Bigby, lasciandolo ferito in un vicolo con Neve. Chi sta complottando contro gli abitanti di Favolandia?

### Episodio 4: In Sheep's Clothing
Bigby sogna gli eventi della notte precedente, con Bloody Mary pronta a decapitarlo. Al suo risveglio, trova il dottor Cuordimaiale che rimuove i frammenti d'argento dal suo corpo. Neve, come nuovo capo, decide che tutte le creature che usano malie devono andare alla Fattoria. Il giocatore può scegliere se mandare Colin alla Fattoria o farlo restare a casa. Successivamente, Bufkin informa Bigby che Nerissa vuole vederlo. Nerissa desidera dargli informazioni, ma a causa del nastro magico al collo (identico a quello di Faith), non può parlare liberamente. Se Bigby prova a rimuoverlo, Nerissa glielo impedirà, suggerendo che toglierlo potrebbe essere letale.Neve informa Bigby che Bestia e Bella vogliono vederlo. Arrivati, rivelano che Bestia lavora per l'Uomo Storto come corriere presso la macelleria The Cut Above e che il banco dei pegni The Lucky Pawn è controllato da lui. Qui il giocatore deve decidere se andare prima al banco dei pegni o alla macelleria. Alla macelleria, Bigby scopre che Johann, il proprietario, è sotto minaccia dell'Uomo Storto. Promettendo protezione in cambio di aiuto, Bigby trova un pezzo mancante dello Specchio Magico.Al banco dei pegni, Bigby interroga Jack riguardo all'ascia del Taglialegna. Jack nega che sia stata impegnata lì, ma Bigby trova il cartellino con il nome dell'oggetto. Entra Jersey con il Taglialegna; quest'ultimo afferma che l'ascia è stata rubata. Jersey contesta e scoppia uno scontro tra Bigby e il Taglialegna contro Jersey, che si trasforma nel Diavolo del New Jersey. Dopo aver sconfitto il mostro, Bigby chiede al Taglialegna dove andrà e lui risponde che si rivedranno.Tornato nell'ufficio di Neve, trova Barbablù e Rospo in disaccordo riguardo al loro trasferimento alla Fattoria. Riparato lo Specchio con Bufkin, Bigby scopre dove si nasconde l'Uomo Storto: dietro un portale al Central Park. Entrato nel portale, incontra Tiny Tim, che rivela che l'Uomo Storto è stato gentile con lui e gli ha trovato un lavoro.Una volta nel nascondiglio dell'Uomo Storto, Bigby trova Bloody Mary e altri alleati. L'Uomo Storto afferma di aspettarlo e desidera trattare pacificamente con lui.

### Episodio 5: Cry Wolf
L'Uomo Storto si rivela ospitale e propone un accordo a Bigby, rivelando che Georgie è l'omicida di Lily e Faith. Tuttavia, chiede di essere lasciato in pace. Bloody Mary irrompe, attaccando Bigby e scatenando un violento scontro che culmina con l'accoltellamento di Georgie. Trasformatosi in lupo mannaro, Bigby insegue Georgie e l'Uomo Storto fino al Pudding & Pie, dove Georgie, ferito, rivela che anche l'Uomo Storto è coinvolto negli omicidi, avendo ordinato di "prendersi cura" delle ragazze. Vivian, presente, confessa di aver messo il nastro che impedisce alle ragazze di parlare; quando lo rimuove, si suicida per il senso di colpa.Bigby deve decidere se uccidere Georgie rapidamente o lasciarlo morire lentamente. Prima di morire, Georgie rivela la posizione dell'Uomo Storto. Arrivato alla Sheppard Metalworks, Bigby scopre che Bloody Mary produce proiettili d'argento lì. Dopo uno scontro con Bloody Mary, che si moltiplica e rivela la sua natura demoniaca, Bigby si trasforma in un gigantesco lupo e la sconfigge.Bigby affronta quindi l'Uomo Storto, minacciato da una pistola d'argento. Il giocatore può decidere se ucciderlo o portarlo davanti alla comunità di Favolandia per un processo. Durante il processo, l'Uomo Storto giustifica le sue azioni dicendo che nessuno era costretto a collaborare con lui. Neve ribatte che le cose sono cambiate ora che Crane non c'è più. Gli abitanti presenti possono schierarsi con Bigby o con l'Uomo Storto.Nerissa testimonia contro l'Uomo Storto, affermando di aver sentito ordini di omicidio. Il giocatore deve scegliere tra giustiziarlo, gettarlo nel Pozzo delle Streghe o imprigionarlo a vita. Neve ammette che sono stati commessi errori e promette miglioramenti per Favolandia.Il giorno dopo, Bigby incontra Rospo e suo figlio, in procinto di essere mandati alla Fattoria. Rospo jr. gli regala un insetto per Neve. In seguito, Nerissa si congeda da Bigby e rivela che Faith e Lily stavano progettando di scappare dal Pudding & Pie quando Georgie le ha uccise. Afferma che l'Uomo Storto non ha ordinato le loro morti ma solo di "occuparsi della faccenda". Prima di andarsene, Nerissa dice a Bigby che non è cattivo come dicono; questa frase ricorda a Bigby le parole pronunciate da Faith prima della sua morte.
Bigby può decidere se seguire Nerissa o lasciarla andare, aprendo la porta a un possibile seguito.

## Personaggi
Big Bad "Bigby" Wolf
Il protagonista della storia è Bigby Wolf, il Grande Lupo Cattivo presente in molte fiabe, che si ritrova a investigare sui vari casi di omicidio avvenuti a Favolandia, apparentemente collegati tra loro. Dopo aver ricevuto una grazia per i suoi crimini, è diventato lo Sceriffo di Favolandia, affiancato dalla sua partner Neve, per la quale sembra nutrire una certa attrazione. Sebbene sia tecnicamente un lupo, ha ottenuto la capacità di assumere forma umana; quando si sente minacciato, può trasformarsi e assumere varie forme intermedie fino a quella originale.
Rospo
Personaggio della fiaba Il vento tra i salici, Rospo non è più il nobile dalle grandi fortune di cui godeva nella sua storia e si ritrova a sbarcare il lunario come tassista. Vive da solo con suo figlio, Rospo Jr.
Rospo Jr.
Figlio di Rospo, è un piccolo ranocchio molto timoroso ma amichevole, che vive con suo padre Rospo, il quale spesso riversa su di lui le proprie frustrazioni.
Woody il Taglialegna
Personaggio della fiaba Cappuccetto Rosso, Woody è un alcolista lunatico che lavora come protettore allo strip club "Pudding & Pie". Nutre ancora astio per il suo storico nemico Bigby e confessa di aver aiutato Cappuccetto Rosso non per semplice altruismo, ma per ottenere fama nella sua fiaba.
Faith
Pseudonimo della principessa Pelle d'Asino, in Favolandia Faith lavora come spogliarellista presso lo strip club "Pudding & Pie", dove è costretta a prostituirsi per far fronte ai suoi problemi finanziari.
Bella
Protagonista della fiaba La Bella e la Bestia, Bella vive con grande sofferenza la sua vita a Favolandia, molto lontana dalla sfarzosa e idilliaca esistenza che conduceva nella sua fiaba. Attualmente lavora segretamente come receptionist presso un albergo a ore, "The Open Arms", per poter aiutare di nascosto suo marito, Bestia.
Bestia
Coprotagonista della fiaba La Bella e la Bestia, Bestia è altrettanto vessato dalla sua condizione precaria a Favolandia. Essendo molto orgoglioso, pur di garantire a Bella lo stesso tenore di vita della loro fiaba, finisce per indebitarsi gravemente e scendere a compromessi con la criminalità organizzata presente a Favolandia.
Colin
Uno dei Tre Porcellini, il cui rifugio è stato distrutto da Bigby. Non avendo un aspetto umano, dovrebbe restare alla Fattoria insieme alle altre fiabe troppo vistose per vivere a New York, ma spesso fugge e si rifugia nell'appartamento dello sceriffo.
Biancaneve "Neve"
La protagonista di Biancaneve e i sette nani, Neve lavora nelle autorità giudiziarie di Favolandia ed è la partner di Bigby, con il quale ha un rapporto di rispetto reciproco, seppur freddo. Prima dell'esilio a Favolandia, Neve ha divorziato dal Principe Azzurro, dopo che questi è andato a letto con la sorellastra di lei, Rosa Rossa. In seguito, il Principe ha sposato e poi divorziato da altre due principesse: La Bella Addormentata e Cenerentola.
Ichabood Crane
Il protagonista della fiaba La leggenda di Sleepy Hollow è il vicesindaco di Favolandia. Arrogante e despota, Crane non esita a utilizzare il suo pieno potere giuridico per scopi personali ed è spesso in contrasto con i suoi subordinati, Bigby e Neve.
Bufkin
La scimmia volante presente nella fiaba Il Mago di Oz è il segretario del vicesindaco Crane. Aiuta spesso Bigby e Neve durante le loro indagini.
Lo Specchio Parlante
Personaggio della fiaba Biancaneve e i sette nani, si trova nell'ufficio di Crane e viene impiegato per intercettare gli altri personaggi delle favole.
Pincopanco
Personaggio della fiaba Alice nel Paese delle Meraviglie, Pincopanco è il gemello di Pancopinco e uno dei tirapiedi dell'Uomo Storto.
Pancopinco
Personaggio della fiaba Alice nel Paese delle Meraviglie, Pancopinco è il gemello di Pincopanco ed è anch'esso uno dei tirapiedi dell'Uomo Storto.
Lawrence
Il principe della fiaba Pelle d'Asino è il marito di Faith, in collera con se stesso per non aver saputo offrire alla moglie la stessa vita che avevano nella loro fiaba.
Holly
Un troll della mitologia norrena sotto sembianze umane, lavora come barista presso il bar "Trip Trap". Ha una sorella minore, Lily, con la quale ha un rapporto piuttosto burrascoso.
Grendel
Antagonista della leggenda di Beowulf, è un addetto al bar "Trip Trap". Ha un carattere molto irascibile, incline alla brutalità, ed è un demone sotto sembianze umane.
Jack Horner
Egli è una figura appartenente a una fiaba ignota, sebbene affermi talvolta di essere il protagonista della fiaba Jack e il fagiolo magico e altre volte di essere Jack Frost. Fondamentalmente inoffensivo, Jack è un individuo bugiardo e opportunista che non esita a contravvenire alle leggi di Favolandia per raggiungere i propri scopi personali.
Barbablù
L'antagonista dell'omonima fiaba è l'ispettore della centrale di polizia di Favolandia. La sua tetra fama lo rende alquanto impopolare tra i suoi colleghi ed è molto noto per i suoi metodi spesso "poco ortodossi" utilizzati negli interrogatori.
Lily
Un troll della mitologia norrena sotto sembianze umane, lavora come spogliarellista presso lo strip club "Pudding & Pie", dove si prostituisce. La sua natura instabile lo rende molto diverso dalla sorella maggiore Holly, con la quale ha spesso rapporti conflittuali.
Georgie Porgie
Protagonista dell'omonima filastrocca, Georgie Porgie gestisce lo strip club "Pudding & Pie", un bordello sotto mentite spoglie.
Nerissa
Protagonista della fiaba La Sirenetta, Nerissa è una delle spogliarelliste dello strip club "Pudding & Pie", dove si prostituisce.
Vivian
È una cameriera presso lo strip club "Pudding & Pie" e sembra avere un rapporto piuttosto confidenziale con Georgie Porgie.
Zia Fogliaverde
Una strega che traffica le sue arti magiche illecitamente a Favolandia.
Bloody Mary
Protagonista della sua omonima leggenda, Bloody Mary è un sicario dell'Uomo Storto, psicopatica e fortemente incline alla violenza.
Johann
Un personaggio proveniente dalla filastrocca inglese Rub-a-dub-dub,  è il proprietario della macelleria "A Cut Above", che l'Uomo Storto utilizza come copertura per la produzione e lo spaccio illecito delle Malie.
Tiny Tim
Un ibrido tra umano e una favola, lavora per l'Uomo Storto. Proviene dal racconto di Charles Dickens, Canto di Natale. È taciturno e spesso rimane in disparte dalle questioni di Favolandia.
Jersey
Il Diavolo del New Jersey è una creatura leggendaria del folclore americano, lavora come tirapiedi dell'Uomo Storto.
L'Uomo Storto (Crooked man)
Protagonista dell'omonima filastrocca , L'Uomo Storto è a capo di un'organizzazione criminale che esercita il controllo su Favolandia.

## Sviluppo
Nel febbraio 2011, il vicepresidente del marketing di Telltale Games, Steve Allison, annunciò la lavorazione di un videogioco basato sulla serie di fumetti Fables. Il videogioco fu ufficialmente annunciato nel 2012, durante lo sviluppo di The Walking Dead, sempre di Telltale Games, con il titolo The Wolf Among Us, protagonista "Bigby Wolf" (nella traduzione amatoriale italiana, il protagonista è chiamato "Luca", come nel fumetto Fables). Bigby è lo stesso lupo apparso nelle storie di Cappuccetto Rosso e de I tre porcellini. Il videogioco è stato distribuito nell'ottobre 2013 per Microsoft Windows e per le console Xbox 360 e PlayStation 3; nel novembre 2014 è stato reso disponibile anche per Xbox One e PlayStation 4.

## Accoglienza
| Testata                            | Versione | Giudizio |
| ---------------------------------- | -------- | -------- |
| GameRankings (media al 26-10-2013) | PS3      | 87,00%   |
| GameRankings (media al 26-10-2013) | PC       | 86,14%   |
| GameRankings (media al 26-10-2013) | X360     | 80,96%   |
| Metacritic (media al 26-10-2013)   | PS3      | 85       |
| Metacritic (media al 26-10-2013)   | PC       | 85       |
| Metacritic (media al 26-10-2013)   | X360     | 82       |

| Testata                           | Versione | Giudizio |
| --------------------------------- | -------- | -------- |
| GameRankings (media al 11-2-2014) | PS3      | 84,57%   |
| GameRankings (media al 11-2-2014) | PC       | 78,37%   |
| GameRankings (media al 11-2-2014) | X360     | 73,50%   |
| Metacritic (media al 11-2-2014)   | PS3      | 82       |
| Metacritic (media al 11-2-2014)   | PC       | 76       |
| Metacritic (media al 11-2-2014)   | X360     | 73       |

| Testata                          | Versione | Giudizio |
| -------------------------------- | -------- | -------- |
| GameRankings (media al 9-4-2014) | PS3      | 88,80%   |
| GameRankings (media al 9-4-2014) | PC       | 83,10%   |
| GameRankings (media al 9-4-2014) | X360     | 78,62%   |
| Metacritic (media al 9-4-2014)   | PS3      | 82       |
| Metacritic (media al 9-4-2014)   | PC       | 82       |
| Metacritic (media al 9-4-2014)   | X360     | 77       |

| Testata                           | Versione | Giudizio |
| --------------------------------- | -------- | -------- |
| GameRankings (media al 29-5-2014) | PS3      | 70,75%   |
| GameRankings (media al 29-5-2014) | PC       | 76,73%   |
| GameRankings (media al 29-5-2014) | X360     | 71,36%   |
| Metacritic (media al 29-5-2014)   | PS3      | 69       |
| Metacritic (media al 29-5-2014)   | PC       | 75       |
| Metacritic (media al 29-5-2014)   | X360     | 74       |

| Testata                           | Versione | Giudizio |
| --------------------------------- | -------- | -------- |
| GameRankings (media al 18-7-2014) | PS3      | 76,83%   |
| GameRankings (media al 18-7-2014) | PC       | 87,96%   |
| GameRankings (media al 18-7-2014) | X360     | 84,77%   |
| Metacritic (media al 18-7-2014)   | PS3      | 75       |
| Metacritic (media al 18-7-2014)   | PC       | 84       |
| Metacritic (media al 18-7-2014)   | X360     | 85       |

The Wolf Among Us ha ricevuto giudizi per lo più positivi da parte della critica.

### Riconoscimenti
- 2014 - British Academy Video Games Awards[41]
  - Candidatura per la miglior storia
  - Candidatura per la miglior performance a Adam Harrington (Bigby Wolf)

## Seguito
Al New York Comic Con del 2014, Vertigo Comics ha annunciato l'adattamento del videogioco The Wolf Among Us in un fumetto, previsto per la distribuzione digitale nel dicembre 2014 e successivamente in formato cartaceo. La storia originale del videogioco è stata leggermente adattata e ampliata nel fumetto da Matthew Sturges, già autore della serie Fables, e Dave Justus, mantenendo la fedeltà alla trama dell'avventura grafica, ma approfondendo il passato di molti personaggi coinvolti, come Grendel, Woody il boscaiolo e Bloody Mary. Questo adattamento ha portato a una serie di quattro volumi, pubblicati in Italia da RW Edizioni con il titolo Il lupo tra noi.
La seconda stagione del videogioco è stata annunciata nel luglio 2017 al San Diego Comic-Con, con una data di pubblicazione prevista per il 2018 su personal computer, console e dispositivi mobili. È stato confermato il ritorno di Adam Harrington ed Erin Yvette per doppiare Bigby e Biancaneve.  nuovi episodi presenteranno "un nuovo arco narrativo per il vecchio cast di personaggi", inclusi Bigby Wolf e Biancaneve. Job Stauffer di Telltale ha dichiarato che la seconda stagione non risolverà il cliffhanger relativo alla connessione tra Nerissa e Faith, spiegando che l'intento era far terminare il videogioco in modo simile a un film noir, lasciando allo spettatore dubbi irrisolti su cui riflettere; la nuova stagione sarà invece più incentrata su Bigby e Biancaneve.
Nel maggio 2018 Telltale ha annunciato che per problematiche interne allo studio, il rilascio della seconda stagione sarebbe stato posticipato al 2019.
Il 21 settembre 2018 la Telltale Games ha licenziato la maggior parte dei suoi dipendenti (riducendo il personale da 250 a sole 25 persone) per sbrigare le ultime faccende burocratiche prima della bancarotta, cancellando tutti i progetti in cantiere tra cui anche The Wolf Among Us 2.
Nell'agosto 2019, viene diffusa la notizia riguardante l'acquisto dei diritti della Telltale Games, nonché di molte attività, tecnologie e IP, da parte di un'azienda chiamata LCG Entertainment, che ha mantenuto molte delle precedenti licenze dell'azienda e offrendo ex posizioni come freelance al personale precedentemente occupato dalla società fallita. La nuova società, sempre con il nome "Telltale Games", in un'intervista ha confermato essere intenzionata a ricostruire la Telltale e quindi, a riprendere in mano i lavori cancellati a causa della bancarotta della vecchia azienda, fra cui anche The Wolf Among Us, riaccendendo quindi le speranze per un futuro seguito.
La compagnia ha ufficialmente annunciato The Wolf Among Us 2 ai The Game Awards 2019 il 13 dicembre 2019, con un breve teaser trailer. Il sequel continuerà gli eventi dopo il primo gioco, anche se rimane ancora un prequel della serie a fumetti. Il gioco è stato sviluppato in associazione con AdHoc Studio, formato dall'ex staff di Telltale Games, che si concentrerà sugli elementi narrativi e cinematografici del gioco, mentre Telltale implementerà il gameplay e altri progetti. Oltre al ritorno del precedente staff di Telltale, Harrington e Yvette torneranno a doppiare rispettivamente Bigby e Biancaneve, ed Emerson-Johnson comporrà musica per il gioco. Jamie Ottilie, amministratore delegato di LCG Entertainment ha comunque confermato in un'intervista che il gioco ripartirà completamente da zero, senza usare alcuna delle idee e del lavoro iniziale che erano stati fatti sotto l'ex stendardo Telltale prima della sua chiusura, e usando un nuovo motore in Unreal Engine 4 (al contrario del vecchio motore Telltale o Unity), che la compagnia aveva pianificato di utilizzare dopo The Walking Dead: The Final Season. Il gioco sarà distribuito con l'approccio episodico tipico della vecchia Telltale Games, ma che i vari episodi verranno realizzati tutti insieme prima della pubblicazione del primo episodio. L'uscita del gioco è prevista nel 2025.

## Curiosità
- Il nome del protagonista, Bigby Wolf, è un camuffamento del suo vero nome, Big Bad Wolf, ovvero "Grande Lupo Cattivo". Nella traduzione amatoriale italiana e nel fumetto Fables, da cui il videogioco è tratto, il nome del protagonista è invece Luca, che sta per LUpo CAttivo.